# ミリヴォイ・カラカセビッチ
ミリヴォイ・カラカセビッチ（Milivoj Karakašević、1948年1月30日 - 2022年3月26日 ）は、1970年代と1980年代にユーゴスラビアで活躍したセルビアの卓球選手である。

## 略歴
ユーゴスラビア男子チームを率いて、1976年のヨーロッパ選手権で金メダルを獲得した。さらに、1970年と1972年には団体戦で銀メダル、1974年と1982年には銅メダルを獲得し、1978年にはゾラン・コサノビッチとのダブルスでも銅メダルを獲得した。
世界選手権では、ユーゴスラビア代表として1971年に銅メダル、1975年に銀メダルを獲得した。

## 主な戦績
- 1970年
  - ヨーロッパ選手権モスクワ大会 男子団体準優勝
- 1971年
  - 第31回世界選手権名古屋大会 男子団体3位
- 1972年
  - ヨーロッパ選手権ロッテルダム大会 男子団体準優勝
- 1974年
  - ヨーロッパ選手権ノヴィ・サド大会 男子団体準優勝
- 1975年
  - 第33回世界選手権カルカッタ大会 男子団体準優勝
- 1976年
  - ヨーロッパ選手権プラハ大会 男子団体優勝
- 1978年
  - ヨーロッパ選手権デュースブルク大会 男子ダブルス3位
- 1982年
  - ヨーロッパ選手権ブダペスト大会 男子団体3位

## その他
息子はセルビアのチャンピオン、アレクサンダー・カラカセビッチ。